# Osei Bonsu
Osei Bonsu (auch Osei Tutu Kwamina genannt; * ca. 1779/1801; † 21. Januar 1824) war Asantehene (Herrscher) des Königreichs Aschanti, das vom Beginn des 18. bis Mitte des 19. Jahrhunderts erst das zentrale, später das gesamte Gebiet des heutigen Ghanas beherrschte.
Die Angaben über den Beginn seiner Regierungszeit sind widersprüchlich, sie dauerte von 1801 oder 1804 bis zu seinem Tod 1824.

## Reformen seiner Regierungszeit
Er setzte die Verfassungsreformen fort, die seine Vorgänger Osei Kwadwo und Osei Kwame Panyin eingeleitet hatten. Diese Reformen – Übergang von erblichen Ämtern hin zu Positionen, für die der Asantehene Männer aufgrund ihrer Verdienste ernannte – führten zu einer weiteren Effektivierung der Verwaltung und zur weiteren Zentralisierung der Macht beim Asantehene. Er schuf mehrere neue "Stühle" ("Ämter" im Aschantisystem) und stellte schreibkundige Muslime an, die die Verwaltung und den Austausch zwischen einzelnen Abteilungen über schriftliche Berichte (in arabischen Schriftzeichen) erleichterten. Für die für den Außenhandel zentralen britischen bzw. niederländischen  Küstenstädte Elmina und Cape Coast ernannte er "District Commissioners", als Abgesandte seines Reiches.

## Konsolidierung und Ausdehnung der Macht des Aschantireiches unter Osei Bonsu
Zum Zeitpunkt seines Amtsantritts befanden sich Gyaman im Nordwesten des Reiches und kurz darauf auch das Gebiet der Gonja im Norden im Aufstand gegen die Herrschaft der Aschanti. 1806 rebellierte Assin DistrictAssin im Süden, 1811 Akim und Akwapim im Südwesten, 1817 wieder Gyaman und 1823 Wassa, Dankyira und Assin. Er schlug alle diese Rebellionen militärisch nieder. Die Rebellionen im Süden wurden dabei mehr oder weniger offen von den mit den Briten verbündetem Volk der Fanti an der Küste unterstützt. 1808 besiegte er die mit den Assin verbündeten Fanti. Die Unterdrückung der Rebellion der Denkyra und Wassa von 1823 brachte ihn wiederum in Konflikt mit den Fanti und diesmal auch mit den mit ihnen verbündeten Briten. In der entscheidenden Schlacht von Bonsaso vernichteten am 21. Februar 1824 seine Truppen die Armee der Fanti und Briten, die sich ihnen entgegengestellt hatte. Unter den Toten befand sich auch der britische Gouverneur der Küstenfestungen, Charles MacCarthy.
Damit hatten die Aschanti auch die Konföderation der Fanti geschlagen und unterworfen. Osei Bonsu beherrschte nun auch die gesamte Küste des heutigen Ghana und das Aschantireich befand sich auf dem Höhepunkt seiner Macht. Der Zusatz "Bonsu" in seinem Namen bedeutet auf Akan "Wal" und soll an die Ausdehnung der Macht der Aschanti an den Ozean erinnern. Osei Bonsu starb im Februar 1824, kurz nachdem die Nachricht von diesem überwältigenden Sieg in der Hauptstadt Kumasi eingetroffen war.